# Microregione di Pacajus
Pacajus è una microregione dello Stato del Ceará in Brasile, appartenente alla mesoregione di Metropolitana de Fortaleza.

## Comuni
Comprende 2 municipi:
- Horizonte
- Pacajus